# Joanna Laurens
Joanna Laurens (1978. április 21. –) kortárs angol drámaírónő. Bristolban született, és Jerseyben nőtt fel. Iskolái a Guildhall School of Music and Drama, és a Queen's University Belfastban. Első drámája a Három madár.

## Művészete
Meglátása szerint a mai médiában, televízióban túl sok a színház, és a színházban túl sok a média, emiatt mind a kettő tulajdonképpen ugyanúgy funkcionál, és ezáltal ugyanazt az élményt nyújtja a nézők számára. Ez tetten érhető például a témaválasztások terén is. Ellentmond a ma nagyon divatos szociális témákat feldolgozó előadások irányvonalának, nem stílusa az arcba vágó realizmus. Elutasítja a naturális színházi feldolgozásmódokat, mert azt vallja, hogy a lecsupaszított valóságnak a tévében a helye- míg a fikció terepe egyértelműen a színház. Ez a mostani keveredés azt idézheti elő ugyanis, hogy a szerepek felcserélődnek, a valóságban és a mindennapi diskurzusokban tehát egyre több emelkedett történet kap majd helyet, míg a teátrumok megtelnek naturális témákkal. 
Visszatérő motívumai az erőszak (a szexuális erőszak), a be nem teljesült szexuális álmok, a szerelem, a vágyódás és a bosszú.
Nyelvezet: erősen szaggatott, és képekben gazdag, lírai sodrású, heves és érzelemgazdag.

## Egyéb megjelent művei
- Five Gold Rings (2003)
- Poor Beck (2004)

## Díjak, elismerések
- Critics’ Circle Theatre Awards for Most Promosing Playwriting
- Time Out Award for Most Outstanding New Talent
- The Best New Play Award from the German’s Government’s Cultural Comittee
- Susan Smith Blackburn Prize